# Meloboris unica
Meloboris unica är en stekelart som först beskrevs av Henry Lorenz Viereck 1926.  Meloboris unica ingår i släktet Meloboris och familjen brokparasitsteklar. Inga underarter finns listade i Catalogue of Life.